# Tour des Flandres 1969
Le Tour des Flandres 1969 est la 53e édition du Tour des Flandres. La course a lieu le 30 mars 1969, avec un départ à Gand et une arrivée à Merelbeke sur un parcours de 259 kilomètres.
Le vainqueur final est le coureur belge Eddy Merckx, qui s’impose en solitaire à Merelbeke avec plus de cinq minutes d'avance sur son plus proche poursuivant, l'Italien Felice Gimondi et huit minutes sur un groupe de sept coureurs où l'Italien Marino Basso complète le podium.

## Récit
En 1969, Eddy Merckx domine le monde du cyclisme, aussi bien sur les classiques que les courses par étapes, mais n'a toujours pas gagné le Tour des Flandres en trois participations. Il doit faire face à la frustration et le ressentiment des autres coureurs qui en ont marre de le voir gagner tant de courses. Lors de la course, il attaque tôt et la moitié du peloton ne le revit jamais. L'autre moitié se réduit après chaque accélération, jusqu'à ce qu'il se retrouve avec cinq italiens. Sous la pluie, il s'échappe à 70 km de l'arrivée alors qu'il reste tous les monts à gravir. « C'est de la pure folie Eddy, jamais tu n'iras au bout » lui crie son directeur sportif Guillaume Driessens. La chasse est furieuse, mais inefficace et Merckx franchit la ligne d'arrivée avec plus de 5 minutes d'avance sur Felice Gimondi et 8 sur Marino Basso. Il attendra encore six ans avant de la remporter à nouveau.

## Classement final
|    | Coureur                  | Pays        | Équipe                 | Temps           |
| -- | ------------------------ | ----------- | ---------------------- | --------------- |
| 1  | Eddy Merckx              | Belgique    | Faema                  | 6 h 20 min 00 s |
| 2  | Felice Gimondi           | Italie      | Salvarani              | + 5 min 36 s    |
| 3  | Marino Basso             | Italie      | Molteni                | + 8 min 08 s    |
| 4  | Franco Bitossi           | Italie      | Filotex                | m. t.           |
| 5  | Bernard Van De Kerckhove | Belgique    | Faema                  | m. t.           |
| 6  | Michele Dancelli         | Italie      | Molteni                | m. t.           |
| 7  | Barry Hoban              | Royaume-Uni | Mercier-BP-Hutchinson  | m. t.           |
| 8  | Frans Verbeeck           | Belgique    | Okay-Diamant-Geens     | m. t.           |
| 9  | Georges Claes junior     | Belgique    | Goldor-Hertekamp-Gerka | m. t.           |
| 10 | Jos Spruyt               | Belgique    | Faema                  | + 8 min 10 s    |